# Łęg Tarnowski

Herb Jelita Dobrzyńskich

Herb Poraj Męcińskich

Łęg Tarnowski (daw. Łęg Klikowski, Łęg ad Partyń) – wieś w Polsce, położona w województwie małopolskim, w powiecie tarnowskim, w gminie Żabno

## Położenie
Wieś leży w dolinie Dunajca, 9 kilometrów na północ od centrum Tarnowa i 5 kilometrów na południe od Żabna. We wsi jest nieczynny przystanek kolejowy Łęg Tarnowski.
W latach 1951–1954 i 1973–1976 miejscowość była siedzibą gminy Łęg Tarnowski. W latach 1954–1972 wieś należała i była siedzibą władz gromady Łęg Tarnowski. W latach 1975–1998 wieś administracyjnie należała do województwa tarnowskiego.

## Historia
Wieś została założona w XVI wieku jako Łęg Klikowski (nazwa pochodząca od Klikowej – dawnej wsi, a obecnie dzielnicy Tarnowa.
Tutejsza parafia, powstała prawdopodobnie w 2. połowie XIII wieku, jest wymieniana w wykazach świętopietrza z 1326 roku. Obecny kościół parafialny pw. Świętej Trójcy został wybudowany w 1855 roku. Jest to eklektyczny, murowany, jednonawowy budynek z węższym, zamkniętym półkoliście prezbiterium, nakryty żelbetowym stropem. Większość wyposażenia wnętrza świątyni reprezentuje styl neobarokowy. Obok kościoła znajduje się murowana plebania z XIX wieku.
W przysiółku Partyń, będącym dawniej samodzielną osadą, znajduje się zespół pałacowo-parkowy z XIX wieku, dawna siedziba hrabiów Męcińskich. Wybudowany został w latach 1885–1892 w stylu neorenesansowym według projektu Sławomira Odrzywolskiego na zlecenie ówczesnego właściciela Partynia, hrabiego Józefa Gabriela Męcińskiego. Przy budowie wykorzystano fundamenty wcześniejszego, drewnianego dworu Potockich z XVIII wieku. Pałac jest murowaną, piętrową budowlą, nakrytą czterospadowym dachem. Od strony wschodniej do budynku przylega czterokondygnacyjna wieża z ostrosłupowym hełmem. W fasadzie znajduje się trójosiowy arkadowy portyk wsparty na dwóch kolumnach. Nad portykiem znajduje się galeria, ozdobiona neorenesansowym sgraffitem. Na bocznych narożach budynku, na wysokości pierwszego piętra, znajdują się kartusze herbowe: z herbem Jelita Dobrzyńskich (po lewej) oraz Poraj Męcińskich (po prawej).
Dookoła budynku położony jest park krajobrazowy z XIX wieku.
| SIMC    | Nazwa        | Rodzaj    |
| ------- | ------------ | --------- |
| 0837850 | Dolny Łęg    | część wsi |
| 0837867 | Górny Łęg    | część wsi |
| 1051927 | Kolonia      | część wsi |
| 0837880 | Partyń       | część wsi |
| 1051962 | Pogwizdów    | część wsi |
| 0837896 | Przedmieście | część wsi |
| 0837904 | Środkowy Łęg | część wsi |
| 0837910 | Wychylówka   | część wsi |
| 0837933 | Zaszkole     | część wsi |

## Zabytki
Obiekt wpisany do rejestru zabytków nieruchomych województwa małopolskiego.
- Zespół dworski: dwór, park, oficyna.

## Osoby związane z miejscowością
- Franciszek Fornalski (1781–1863) – żołnierz napoleoński odznaczony Legią Honorową i Virtuti Militari
- Józef Męciński (1839–1921) – poseł na Sejm Krajowy Galicji
- Helena Zborowska (1876–1943) – pisarka